# Wall Street-krakket
Wall Street-krakket begyndte torsdag den 24. oktober 1929 (ofte kaldet Sorte torsdag), da der på New Yorks børs på Wall Street i alt blev solgt 12,9 mio. aktier til faldende kurser. Krakket nåede sit højdepunkt tirsdag den 29. oktober (Sorte tirsdag). Om torsdagen lykkedes det at stoppe faldet, ved at store investorer købte store mængder Blue-chip-aktier. Dette havde stoppet panikken i 1907. Denne gang fortsatte panikken næste mandag, hvor Dow Jones-indekset faldt 13 %. Tirsdag faldt aktierne yderligere 12 %. I samtlige stater brød økonomien sammen. Det var historiens største børsfald med hensyn til mængden af udbudte aktier, tabenes størrelse og antallet af ruinerede spekulanter. I oktober var kurserne raslet ned med 30% og måneden efter med 50 procent. Indekset fandt først sit lavpunkt den 22. juli 1932. Det tog omkring 25 år, inden indekset var oppe på samme niveau, som det havde nået før krakket.

## Baggrund for krakket
Krakket på Wall Street-børsen i 1929 må helt ses i lyset af den forudgående spekulation. Denne var sket ved brug af metoder, som måtte fremme krakket den dag, spekulationen havde nået sit højdepunkt.

### Spekulationen begynder
USA oplevede fra midten af 1924 en periode med økonomisk vækst, hvilket blandt andet afspejlede sig i kursen på værdipapirer. Folk tjente mange penge og var interesserede i yderligere indtægter. Da kursen på værdipapirer var stigende, indebar det muligheden for at tjene penge ved at købe, mens prisen var forholdsvis lav, og sælge, når prisen var steget - med andre ord: at spekulere i fortsatte kursstigninger.

### Marginhandel
I takt med, at spekulationen voksede, voksede også den del, der skete på margin - i dag kaldet gearing. Marginhandel består i, at den, der ønsker at købe værdipapirer, kun indbetaler en del af dettes samlede pris (kontantmarginen), resten finansieres af en bank. Betingelsen er, at værdipapiret bliver liggende i banken som sikkerhed for det lån, banken har ydet. Køberen har ved sin formelle ejendomsret den fulde fordel af enhver stigning i værdipapirets kurs og tillige det udbytte, der måtte blive udbetalt af den virksomhed, som værdipapiret gælder, til aktionærer. Hvis køberen senere, når prisen er steget, sælger, skal restbeløbet over for banken indfries, mens den resterende kapitalgevinst tilfalder vedkommende ubeskåret. Det er indlysende, at hvis værdien af værdipapiret i stedet falder, vil køberen blive bedt om at indbetale et større beløb end ellers for, at banken kan få sikkerhed for sit lån. Er køberen ikke villig eller i stand til dette, vil banken gennemtvinge et salg af værdipapiret for at få sine udlånte penge tilbage. I en situation med generelt faldende kurser, vil mængden af tvangssolgte værdipapirer være forholdsvis stor, og uden købere vil dette bidrage til yderligere - brat - kursfald.
I forbindelse med børsspekulationen skete der en kraftig stigning i sådanne marginlån: i begyndelsen af 1920-erne lå de på mellem 1,0 og 1,5 milliarder dollars, i de første måneder af 1926 havde de nået 2,5 milliarder, i slutningen af 1927 3.5 milliarder, i juni 1928 4 milliarder, i november 5 milliarder og ved udgangen af 1928 næsten 6 milliarder. I sommeren 1929 havde de passeret 7 milliarder dollars.

### Investeringsselskaber
Et investeringsselskab er et selskab, der investerer i værdipapirer, og som sælger sine egne værdipapirer til investorer - undertiden som almindelige aktier, undertiden sammen med præferenceaktier, obligationer og panteobligationer - idet de beløb, som tjenes ved dette salg, vil blive investeret efter ledelsens beslutning. Ofte er de aktier, der sælges til investorer, uden stemmeret, eller man sikrer sig på anden måde, at beslutningsevnen forbliver hos en af ledelsen kontrolleret tillidsgruppe. Da antallet af investeringsselskaber voksede under børsspekulationen, skete det ofte som datterselskaber af andre selskaber, fx investeringsbanker, forretningsbanker, børsmæglerfirmaer, andre firmaer som handlede med værdipapirer samt andre investeringsselskaber.
Formelt var sådanne investeringsselskaber kun det værd, som deres aktiver (købte værdipapirer) var værd. Imidlertid begyndte deres aktier at blive handlet for mere end denne værdi, hvilket opfattedes som en tillidserklæring fra investorernes side om, at investeringsselskabernes bestyrelser i kraft af indsigt i værdipapirmarkedet - det finansielle geni - havde særlige evner til at sikre, at værdipapirernes kursværdi ville stige yderligere. Næppe overraskende benyttede investeringsselskaberne under opgangsperioden enhver lejlighed til at understrege deres egen alvidenhed og dygtighed.

### Vægtstangsprincippet
Efterhånden opdagede investeringsselskaberne, at de kunne oppuste værdien af deres almindelige aktier ved samtidig at emittere obligationer og præferenceaktier til en fast værdi. Når værdien af obligationer og præferenceaktier lå fast, indebar det, at en stigning i de købte aktiers kursværdi ubeskåret ville tilfalde investeringsselskabets almindelige aktier, og kurserne på disse aktier ville derfor stige kraftigt. Systemet kunne endda udvides, hvis et investeringsselskab stiftede et nyt investeringsselskab og så fremdeles. Den værdistigning, som aktierne i det yderste selskab måtte opleve, kunne derved efter samme princip forøges gennem de øvrige led, som kæden af investeringsselskaber udgjorde takket være koncernens interne aktiebeholdning (de investeringer, som et af gruppens selskaber havde gjort i et andre af gruppens selskaber). Det er klart, at hvis de købte værdipapirer måtte falde i værdi, ville det derimod undergrave værdien af de almindelige aktier i investeringsselskabet, og de kunne endda blive værdiløse.

### Pools
Et pool-syndikat er en sammenslutning af børsmedlemmer og deres kompagnoner, som forsøger at påvirke kursen på bestemte værdipapirer, som regel at få værdien til at stige. Man slog sig sammen, stillede økonomiske midler til rådighed, lod pool-manageren købe det konkrete værdipapir i store mængder, hvorved interessen hos andre investorer formodedes at vokse. Hvis disse også begyndte at købe det pågældende værdipapir, ville kursen på dette stige, og pool-manageren kunne nu sælge de først købte værdipapirer med fortjeneste, hvilken kunne deles mellem deltagerne i poolen. Det siger sig selv, at denne kunstigt forhøjede handelsværdi ville forsvinde i samme øjeblik, spekulationsiveren eller -evnen forsvinder.

### Baisse-spekulation
Man kan ikke kun spekulere i stigende kurser men også i faldende kurser; Baisse-spekulation - idag også kaldet shortselling eller kort short eller shorting. Denne spekulation består i, at man låner en vis mængde aktier fx af en bank og sælger dem på markedet under forventning om, at kursen snart vil falde. Når kursen så er faldet, køber man den samme mængde fra markedet (til en lavere pris) og tilbageleverer aktierne til banken. Fortjenesten består i det værdifald, som i mellemtiden er sket. Det siger sig selv, at en sådan baisse-spekulation vil virke fremmende på det kursfald, som måtte finde sted, når en spekulationsboble er bristet.

### Et system af krak-fremmende vilkår
Således var de vilkår, Wall Street-spekulationen fandt sted under. De fleste tiltag havde til formål at drive kursen på værdipapirer op, men de havde som anført tillige en indbygget svaghed, som ville slå igennem i samme øjeblik, spekulationsboblen bristede. Baisse-spekulationen, som foregik i stort omfang, da kurserne begyndte at falde, fremmede blot krakket.

## Grunde til børskrakket
Den korte forklaring på, hvorfor børsen krakkede den 29. oktober 1929, er, at markedet løb tør for nye kilder til at finansiere den fortsatte spekulation. Da der tilmed fortsat blev oprettet nye selskaber og dermed udbudt endnu flere værdipapirer til salg, end der var midler til at købe, måtte prisen på nogle værdipapirer falde. Det betød, at nogle investorer mistede tilliden til, at de kunne tjene yderligere penge ved at beholde deres aktier og derfor forsøgte at få dem solgt for at hente mest muligt af gevinsten hjem, andre - hvis værdipapirhandeler var sket på margin - blev tvangssolgte, og investeringsselskaberne tabte i værdi.
Da først værdien på de enkelte værdipapirer begyndte at falde for alvor, udbrød der panik, mens investorer og investeringsselskaber forsøgte at sælge deres aktier, som hurtigt blev mindre og mindre værd. Det var denne situation, der første gang indtrådte mandag den 21. oktober 1929. Forud var imidlertid gået en periode, hvor kurserne kun havde været svagt vigende, men selv dette var nok til at få spekulationsboblen til at bryde sammen.

## Krakket
Den 3. september nåede spekulationen sit højdepunkt. Den 4. september var markedet stabilt, men torsdag den 5. september indtrådte et kursfald. Omsætningen voksede hurtigt, da folk forsøgte at sælge deres aktier, og der blev handlet 5.565.280 aktier på New Yorks fondsbørs. Om fredagen rettede markedet sig, og lørdag var det fast. Mandag var kurserne på ny ustadige, og i de følgende dage var de ujævne men med en svagt vigende tendens. Lørdag den 19. oktober var markedet svagt, og der forekom flere kraftige kursfald under den hidtil næststørste lørdagsomsætning, hvor under 3.488.100 aktier skiftede ejere. Times' aktieindeks faldt 12 point.
Mandag den 21. oktober blev omsat 6.091.870 aktier under faldende kurser. Tirsdagen viste en usikker fremgang, og onsdag blev der solgt store mængder aktier og kurserne faldt hurtigt. Torsdag den 24. oktober udbrød panikken første gang: der blev solgt 12.894.650 aktier og ofte først efter, at kurserne havde foretaget lodrette dyk. Udviklingen fik flere og flere til at forsøge at sælge, og det nærmede sig panik. I denne situation forsøgte bankerne at yde markedet "organiseret støtte": man besluttede at stille en pulje til rådighed for at købe aktier til en pris, der ville sikre dem imod fortsat fald. Denne demonstrative indsats fik umiddelbart kursfaldene til at stoppe, men det var ikke nok. Salgsordrer strømmede ind, og kurstendensen forværredes igen. Fredag og lørdag var omsætningen fortsat stor, men kurserne stort set stabile.
Mandag den 28. oktober brød panikken ud igen. Omsætningen nåede 9¼ million, og tabene var langt værre end den foregående torsdag. Times' industriaktieindeks faldt næsten 49 point. Tirsdag den 29. oktober brød markedet fuldstændigt sammen: da børsen lukkede, var registreret en omsætning på 16.410.030 aktier (men registreringen var ikke fuldstændig), og Times' industriaktieindeks faldt 43 point. Denne dag brød investeringsselskaberne sammen, og mange kunne slet ikke sælge deres aktier. Efter dette besluttede man at indskrænke børsens åbningstid.
Tirsdag den 5. november var valgdag, og børsen holdt lukket. Onsdag holdt børsen kun åbent i tre timer, men der blev solgt næsten 6 millioner aktier og kurserne raslede ned. Udviklingen forsatte de følgende dage. I midten af november standsede kursfaldet for en tid, og i resten af november og december var det svagt stigende. I januar, februar og marts skete der en bedring på aktiemarkedet, og frem til juni var det svagt opadgående, men i juni var der et stort kursfald, og der efter faldt kurserne (med få undtagelser) uge efter uge, måned efter måned og år efter år frem til og med juni 1932. På dette tidspunkt var depressionen en realitet.

## Reaktioner
De reaktioner, der fulgte under og efter børsspekulationens sammenbrud, fulgte på sin vis et sigende mønster.

### Organiseret beroligelse
Allerede under spekulationens tidlige faser havde der været mennesker, som udtalte sig kritisk om farerne ved den igangværende udvikling. Som modvægt mod denne kritik og for at berolige investorerne var der mange mere eller mindre indsigtsfulde folk, som udtalte sig beroligende og optimistisk om markedets fremtidige muligheder. Da markedet begyndte at udvise svaghedstegn, reagerede disse selvbestaltede vismænd på to måder: de kritiserede kritikerne og de erklærede, at der ikke var grund til at være urolig.
Da kurserne faldt den 5. september, erklærede Robert Babson i et foredrag under Annual National Business Conference, at "før eller senere kommer der et krak, og det kan blive frygteligt." Han forudsagde et lignende sammenbrud, som var sket under Florida-boomen 1926, hævdede at Dow Jones-aktieindeks ville falde med 60-80 point og spåede, at "fabrikker vil blive lukket..., folk vil miste deres arbejde..., den onde cirkel vil sluttes, og resultatet vil blive en alvorlig depression." Reaktionen var en uforbeholden fordømmelse, og økonomiprofessoren Irving Fisher udtalte, at aktieudbyttet var stigende, at mistro over for aktier var ved at forsvinde, og at investeringsselskaberne kunne tilbyde en "omfattende og klog risikospredning." Mange ansete personer hævdede, at der ikke ville ske nogen nedgang i velstanden, og erklærede, at aktiemarkedet afspejlede de grundlæggende forhold: produktion, beskæftigelse og forbrug, som med bestemthed blev erklærede for "fundamentalt sunde". Selv, da kurserne var faldet, erklærede økonomer, at "udsigterne er gunstige".
Senere, da udsigterne var blevet alvorligere, indkaldte præsident Herbert Hoover førende industrifolk til møder. Efter disse møder udtalte de deltagende sig optimistisk om fremtidsudsigterne, herunder stillede de nye arbejdspladser i udsigt.

### Organiseret og anden støtte
Sideløbende med den organiserede beroligelse skete der tiltag for at støtte markedet. Torsdag den 24. oktober, da panikken var værst, valgte bankerne at skride ind, og det lykkedes dem ved store aktieopkøb at bremse værdipapirernes forsatte styrtdyk. Men samtidig var der mange mindre investorer og investeringsselskaber, som forsøgte at holde kursen på bestemte værdipapirer oppe. Blandt disse tiltag er et af de mest kendte, da John D. Rockefeller midt under krisen offentligt erklærede, at "da vi tror, at landets fundamentale tilstand er sund ... har min søn og jeg i nogle dage købt sunde aktier."

### Skattenedsættelser
Hverken den organiserede beroligelse eller forsøgene på at støtte markedet kunne redde spekulationsmarkedet fra sammenbrud. En følge var, at efterspørgslen efter varer faldt og produktionen dalede. For at stimulere efterspørgslen lod præsident Hoover gennemføre en skattenedsættelse. Virkningen af denne var imidlertid såre beskeden: en person med en årsindkomst på 4.000 dollars fik sin årlige skattebyrde nedskåret fra 5,63 dollars til 1,88 dollars, en person med årsindkomst på 5.000 dollars fik skatten nedsat fra 16,88 dollars til 5,63 dollars, og en person med årsindkomst på 10.000 dollars fik skatten nedsat fra 120 dollars til 65 dollars.

### Jagten på "de onde"
Da krakket ikke længere lod sig benægte, kastede man sig ud i en jagt på dem, der havde ansvaret for sammenbruddet. På lignende måde, som man havde troet, at særligt kapitalstærke folk havde fået kurserne til at stige, troede man, at andre - onde - kræfter havde virket for markedets sammenbrud. Især blev det hævdet, at "de onde" havde spekuleret i baisse. En senatskomite blev nedsat og afhørte stribevis af spekulanter men uden, at det lykkedes at finde nogen af tilstrækkelig betydning at skyde skylden på, omend det viste sig, at Albert H. Wiggin, der efter tur var præsident, bestyrelsesformand og formand for ledelsen i Chase-banken (en af New Yorks to største banker), i november havde stået bag et stort baissesalg og tjent 4 millioner dollars derved. Senere viste det sig, at Wiggins var bankerot og for at redde sig havde stillet værdipapirer, han opbevarede for andre, som sikkerhed for lån, han havde optaget - med andre ord: begået tyveri.

### En antispekulationslovgivning
Endelig, i Securities Act fra 1933 og Securities Exchange Act fra 1934, gennemførte regeringen bestemmelser, der skulle forhindre ny spekulation. Man krævede fuld offentlighed ved nye aktieemissioner, forbød virksomheder at spekulere i egne værdipapirer, forbød baissesalg, gav Federal Reserves bestyrelse bemyndigelse til at fastsætte krav til kontante marginbetalinger med mulighed for at fastsætte denne til 100%, hvorved marginspekulation blev elimineret. Desuden forbød man pool-operationer, fingerede transaktioner, misinformation og andre tiltag for at påvirke kurserne. Endelig blev børserne underkastet regeringskontrol i form af Securities and Exchange Commission (SEC).
Flere af de administrative og regulative organisationer, som Roosevelt oprettede under New Deal, findes stadig i dag. Nogle endda under de samme navne: Organisationerne Federal Deposit Insurance Corporation (FDIC), Federal Crop Insurance Corporation (FCIC), Federal Housing Administration (FHA), og Tennessee Valley Authority (TVA) findes stadig, selv om de blev oprettet i 1930'erne. De mest kendte systemer, som stadig findes, er Social Security System og Securities and Exchange Commission (SEC).

## Følger
Når man vil tale om følger af spekulationskrakket, må man skelne mellem følger for de direkte indblandede personer og virksomheder og følger for samfundet i bredere og verden i almindelighed.

### Ruinerede spekulanter
Krakket ruinerede mange hundrede tusinde amerikanere, som havde deltaget i spekulationen. Efter krakket forsøgte en senatskomite af finde ud af hvor mange, der havde deltaget i spekulationen. I henhold til oplysninger fra 29 børsers medlemsfirmaer havde de haft i alt 1.548.707 kunder (hvoraf 1.371.290 kunder i firmaer, som var medlemmer af New Yorks Fondsbørs. De var imidlertid ikke alle spekulanter: ifølge mæglerfirmaernes vurdering var der kun 600.000 der havde købt på marginal, mens omkring 950.000 havde købt kontant. En del spekulanter havde konti i flere mæglerfirmaer samtidig. Det samlede antal spekulanter udgjorde derfor langt under 1 million (af en befolkning på mellem 29 og 30 millioner)). For dem, det gik ud over, var situationen naturligvis alvorlig nok.

### Selvmordsmyten
Da markedet krakkede, hævdede engelske aviser, at spekulanterne begik selvmord i hobevis. The Economists Amerika-korrespondent skrev en artikel, hvori han protesterede mod de påståede selvmord. Der kan ikke konstateres nogen stigning i 1929 hverken for landet som helhed eller i New York. En jævn stigning fandt sted frem til 1932. Der kunne dog konstateres en række selvmord, som kunne forbindes med krakket, blandt andet J.J. Riordan, der var en kendt person blandt New Yorks demokrater, og den svenske tændstiksfabrikant og storspekulant Ivar Kreuger, der dog først tog sit liv i 1932.

### Bankerne
Også bankerne led alvorlige tab som følge af krakket, men ingen bank gik konkurs direkte som følge af krakket. Faktisk havde bankerne ansvaret for, at krakket ikke blev så alvorligt, som det kunne være blevet. En stor det af spekulationen havde været finansieret af virksomheder og provinsbanker, som under indtryk af krakket trak deres penge hjem. New York-bankernme trådte til og udfyldte hullerne, hvorved man undgik en almindelig likviditetskrise.

### Økonomerne
Økonomer og andre, som havde udtalt sig til fordel for spekulationen, mistede anseelse.

### Præsident Hoover
Præsident Hoover blev ikke draget til ansvar for selve krakket men nok for den depression, der fulgte, og blev ikke genvalgt. I stedet valgtes Franklin D. Roosevelt i 1932 på sit løfte om genopretning (New Deal). Til trods for, at depressionen fortsatte, blev han genvalgt i 1936. Først, da USA gik ind i 2. verdenskrig, endte den amerikanske depression.

### Depressionen
Wall Street-krakket tillægges ofte ansvaret for den efterfølgende depression. I virkeligheden var krakket kun den udløsende faktor. At krisen blev så omfattende og langvarig, som den blev, skyldes først og fremmest den økonomiske politik, som blev ført såvel i USA som i andre lande.